# Kepler-4
Kepler-4 är en ensam stjärna i den södra delen av stjärnbilden Draken. Den har en skenbar magnitud av ca 12,7 och kräver ett teleskop för att kunna observeras. Baserat på parallax enligt Gaia Data Release 2 på ca 2,0 mas, beräknas den befinna sig på ett avstånd på ca 1 610 ljusår (ca 495 parsek) från solen.

## Nomenklatur och historik
Kepler-4 är uppkallad efter Keplerteleskopet, ett NASA-teleskop som har till uppgift att hitta jordliknande planeter som passerar framför sin stjärna sett från jorden. Eftersom de tre tidigare planeterna som Kepler bekräftade redan hade observerats av andra, var Kepler-4 och dess planet de första som upptäcktes av Keplerteamet. Stjärnan och dess system tillkännagavs i Washington, D.C. vid det 215:e mötet i American Astronomical Society den 4 januari 2010, tillsammans med Kepler-5, Kepler-6, Kepler-7 och Kepler-8. Av de presenterade planeterna var Kepler-4b den minsta, notsvarande storleken på planeten Neptunus. Upptäckten av Kepler-4b och de andra planeterna som presenterades vid AAS-mötet bekräftade att Keplerteleskopet verkligen var funktionellt.

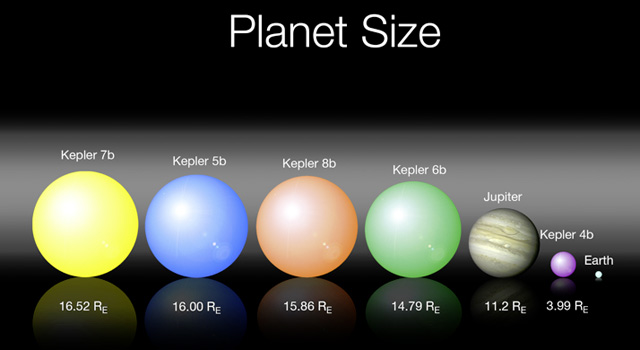
En bild som visar den relativa storleken på de första fem planeterna som upptäcktes av Kepler. Kepler-4b är den minsta av de fem, markerad i lila.

Harlan J. Smith-teleskopet vid McDonald-observatoriet i Fort Davis, Texas användes av astronomer från University of Texas i Austin för att följa upp Keplers upptäckter och bekräfta dem. Teleskop i Hawaii, Kalifornien, Arizona och Kanarieöarna användes också för att bekräfta fynden.

## Egenskaper
Kepler-4 är en gul till vit solliknande stjärna i huvudserien av spektralklass G0 V Den har en massa som är ca 1,1 solmassor, en radie som är ca 1,6 solradier och har ca 2,5 gånger solens utstrålning av energi från dess fotosfär.
Med en metallicitet på 0,09 (± 0,10) [[Fe/H]] är Kepler-4 mer metallrik än solen, en siffra som är viktig eftersom metallrika stjärnor tenderar att ha planeter i omloppsbana oftare än metallfattiga stjärnor. Kepler-4 är ca 6,7 miljarder år gammal, jämfört med solens 4,6 miljarder år. Dessutom har Kepler-4 en effektiv temperatur på 5 781 (± 76) K, vilket är nästan identiskt, inom felmarginalen, med solens, vilket är 5 778 K.

## Planetsystem
Upptäckten av exoplaneten Kepler-4b tillkännagavs den 4 januari 2010. Den har en massa av 0,077 Jupitermassa och en radie av 0,357 Jupiterradie. Planeten kretsar kring stjärnan med en period av 3,213 dygn på ett avstånd av 0,045 AE, som kan jämföras med att planeten Merkurius ligger 0,39 AE från solen. Kepler-4b:s excentricitet antogs vara 0, men en efterföljande oberoende analys av observationsdata fann ett värde på 0,25 ± 0,12. På samma sätt antas planetens temperatur vara 1 650 K, mycket varmare än Jupiters, vilken antas vara 124 K (utan hänsyn till dess inre värme och atmosfär).
| Planet | Massa            | Halv storaxel (AE) | Siderisk omloppstid (d) | Excentricitet | Inklination   | Radie            |
| ------ | ---------------- | ------------------ | ----------------------- | ------------- | ------------- | ---------------- |
| b      | 0,077 ± 0,012 MJ | 0,0456 ± 0,0009    | 3,21346 ± 0,00022       | 0,25 ± 0,12   | 89,76 ± 0,24° | 0,357 ± 0.019 RJ |